# ダブリン大学
ダブリン大学（ダブリンだいがく、英語: The University of Dublin、公用語表記: Ollscoil Átha Cliath）は、ダブリン2区カレッジ・グリーンに本部を置くアイルランドの国立大学。1592年創立、1592年大学設置。トリニティ・カレッジが唯一の構成カレッジであるため、「ダブリン大学」と「トリニティ・カレッジ」は実用的な目的では同義語である。大学の略称はTCD。

## 概要
アイルランド最古の大学となっているダブリン大学は、トリニティ・カレッジの学位授与機関である。教育および研究はダブリン大学ではなくトリニティ・カレッジが行なっている。1592年にイングランド女王エリザベス1世によって、「mater universitatis（大学の母）」として設立された。オックスフォード大学とケンブリッジ大学のカレッジ制大学をモデルにしたが、設立されたカレッジは1つだけだった。そのため、「トリニティ・カレッジ」と「ダブリン大学」という呼称は、実用的な目的では同義語であり、校舎も同じである。日本語では、ダブリン大学トリニティ・カレッジとも称される。
ダブリン大学は、イギリスとアイルランドの7つの古代大学の1つである。アイルランド大学協会、アイルランド大学、コインブラ・グループ、ヨーロッパ研究大学連盟の加盟大学でもある。

## 沿革

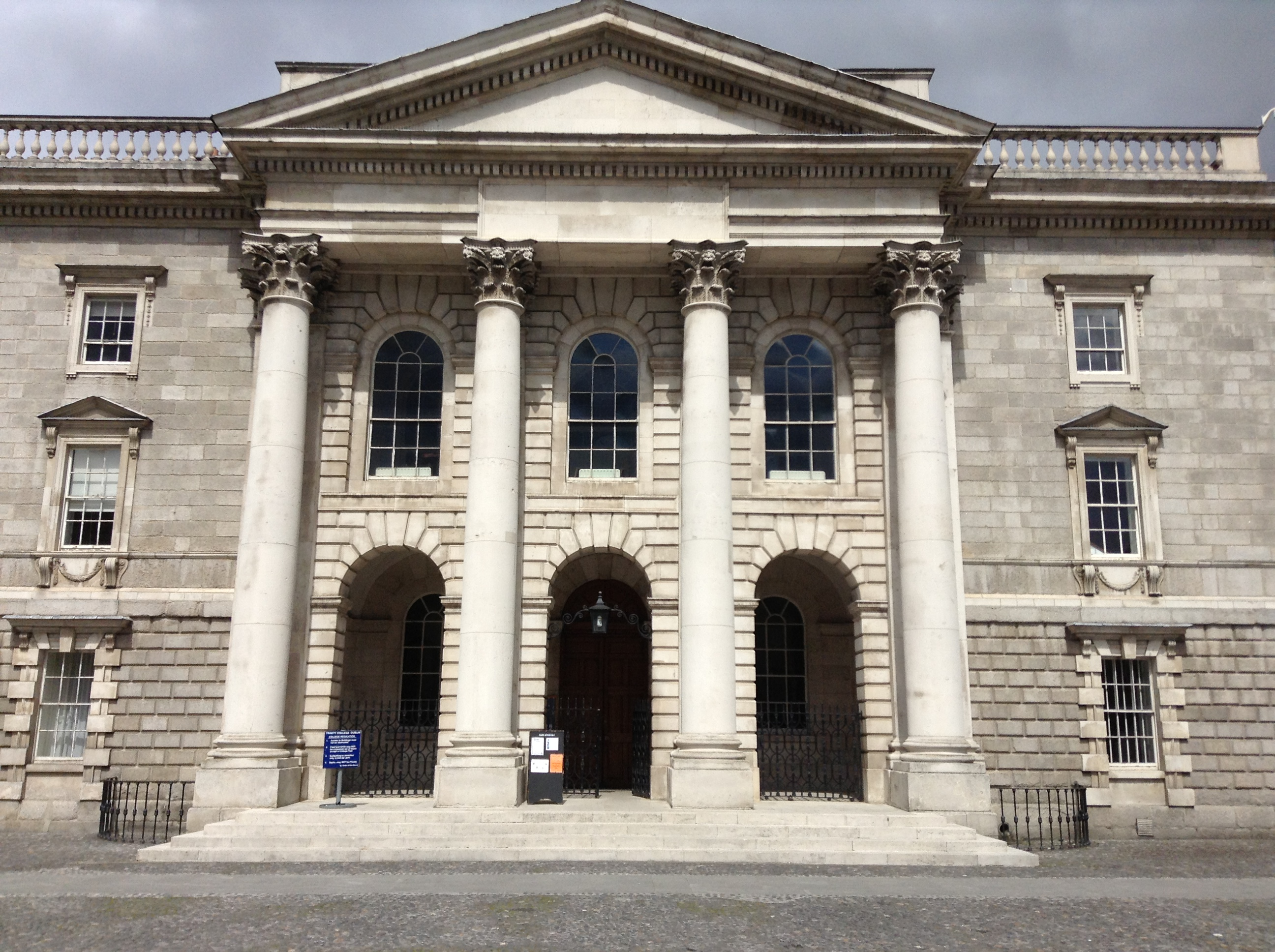
学位授与式が行われるパブリック・シアター

ダブリン大学は、オックスフォード大学とケンブリッジ大学をモデルにしたカレッジ制大学で、トリニティ・カレッジはイングランド女王エリザベス1世により「mater universitatis（大学の母）」として設立された。創立憲章はまた、大学の機能を遂行するための規定を設けるための一般的な権限をカレッジに与えていた。大学の初代学長、フェロー、奨学生を指名し、さらにウィリアム・セシルが初代学長になることを指名した。他にカレッジが設立されたことはなく、トリニティ・カレッジが唯一の大学の構成カレッジとなっている。そのため、ダブリン大学とトリニティ・カレッジは実用的な目的では同義語であるが、大学とカレッジの実際の法令は大学に財産の所有、借金、教員を雇用する個別の法的権利を付与している。別のカレッジを設立する計画は、少なくとも2回は真剣に検討されたが、必要な資金や寄付金はなかった。1960年代後半にブライアン・レニハンとドノ・オマリーによって提案されたユニバーシティ・カレッジ・ダブリン（アイルランド国立大学ダブリン校）がダブリン大学の構成カレッジとなる計画があったが、トリニティ・カレッジの学生による反対を受け、取り消された。

この立場に関する最も最近の権威ある記述は、1997年の大学法にある。
さらに、ダブリン大学に関しては以下が示されている。
ヴィクトリア女王は1857年に評議会（Senate）、大学に固有の関係組織に正式な法的根拠を与える特許状を発行した。その後、1898年に行われた高等裁判所では、トリニティ・カレッジの学長（学寮長）、フェロー、奨学生が原告、ダブリン大学の名誉総長、博士、修士が被告となり、トリニティ・カレッジとダブリン大学は「一つの組織」であるとの判決が下された。当時のユニバーシティ・カレッジ・ダブリン（アイルランド国立大学ダブリン校）の設立について、裁判官は「ヴィクトリア女王の顧問は、大学を法人化しようとしたときにどのようにするかを知っていた」と指摘し、特許状は「ダブリン大学の法人化ではなく、単に評議会の法人化を扱っていた 」と指摘した。
しかし、大学とカレッジの法令は、大学に財産を所有し、借金をし、職員を雇用し、また、上記のように訴訟を提起し、訴えられることを可能にする別個の法人の法的権利を付与している。現在までのところ、その他の権利は行使されていない。現在の大学の役員は、無給で純粋な名誉職に就いているか、またはカレッジに関連した任務を負っており、その任務のためにカレッジから給料をもらっている。
カレッジと大学の間の法的定義や相違点については、後に法制化された条文特許改正法案（The Charters and Letters Patent Amendment Bill）の中で大学とカレッジの改革について議論されたが、カレッジからの寄稿の多くは、カレッジ内での外部からの干渉に関する論争や、カレッジ当局による投票監督の不正行為が原因で、訪問者による調査が行われ、投票手続きに問題があることが判明し、再投票が命じられたことなどから、不明瞭であったり、包括的なものではなかったりした。カレッジと大学との関係については、アイルランドの上院であるシャナズ・エアランの改革に関するウラクタスへの提出文書や、大学が議員を選出していることから、学長の口頭での提出文書などにも記載されている。
伝統的にスポーツクラブも「カレッジ」ではなく「大学」という名称が使用されている。

## 組織構成
ダブリン大学は、総長または副総長が議長を務める評議会（Senate）によって運営されている。評議会は、1857年の特許状によって正式には「ダブリン大学の総長、博士、修士（The Chancellor, Doctors, and Masters of the University of Dublin）」という名称、様式、称号で法人組織として設立されたが、トリニティ・カレッジが設立されて間もない頃から存在しており、創立憲章に含まれていた権限によって設立された。その結果、特許状は、慣習や慣習、先例に頼ってその権限を確立していた既存の非法人組織を、法律で明確に明示的に確立された法人組織に変える効果を持っていた。特許状は大学評議会に次のような権限を与えた。
特許状はまた、評議会の構成を以下のように定義した。
その結果、評議会はその構成を決定しない。「理事会」はトリニティ・カレッジの統治機関である。
評議会の各会議は、総長、トリニティ・カレッジ学長、および非評議員の先達で構成される「カプット」によって率いられている。カプットなしでは、評議会のどの会議も招集されず、カプットの各メンバーは評議会のすべての決定に対し個別の拒否権を持っている。通常、学籍担当事務官と学生監も出席している。評議会の会議は、学位授与式（Commencement）と大学の業務関係（通常は年に1回）の2種類がある。
評議会は年度ごと（3学期制）に、学位授与のために4回以上の会議を行っている。これらの会議のうち、2つは秋学期（Michaelmas Term）に、2つは夏学期（Trinity Term）に開催している。これらの会議の議事録は、形式的に行われ、ラテン語で行われる。会議は公の場で開催され、評議員ではない者、学位を取得しようとしている者の親族が出席できるが、アカデミックドレスを着ている者のみが参加する。投票は、非評議員の先達を選出するために、または指名された候補者に学位を授与すべきかどうかについて行われる。名誉学位の候補者への投票は、以前の評議会で開催された会議で行われるため、名誉学位授与の提案に異議がある場合は、その時点で異議を申し立てる必要がある。したがって、学位授与式に名誉学位に異議を唱える機会はない。
学年度の最初の学位授与式に、総長と学長の命題で非評議員の先達が選出される。評議会はラテン語で、口頭で提出された名前に投票する。非評議員の先達は1年間の任期で選出されるが、再度選出される場合もある。これらは大学の役員だが、カレッジの理事会によって任命されており、取り決めの歴史が原因で、大学とカレッジの間の線がぼやけている例のひとつである。さらに、学長は主にカレッジの学長であるが、3人のカプットの1人として大学の責任も持っている。
これらの式典は通常、トリニティ・カレッジのパーラメント・スクエアのパブリック・シアターで行われる。ラテン語で行われており、主任は口頭で候補者に「ad scrutinum」と述べ精査するよう求め、評議会の博士と修士は次に個別のグループとして順番に、候補者に授与される学位に同意するよう求める。同意するならば、「Placet」と答え、反対であれば「Non-placet」と述べる。
評議会はまた、学位の授与以外の評議会の経営を処理する目的で、秋学期（Michaelmas Term）と春学期（Hilary Term）に定められた会議を英語で行う。例としては、選挙、大学定款の改正の承認、新しい学位の導入の承認、特定の個人に名誉学位を授与することに同意することなどが含められる。学位授与は、同意された場合、後の学位授与式に行われる。これらの会議では、討論と投票の両方が行われる。
法の下で、大学評議会は2人の評議員を大学経営協議会（University Council）に選出する。経営協議会は事実上カレッジの一部であり、大学の一部ではない。学長が議長を務め、秘書として大学の主任講師を持っている。経営協議会のすべての決定には理事会の承認が必要だが、一般に追加の財政支出を必要としない評議員会の決定は、多くの場合、議論せずに合意される。トリニティ・カレッジ図書館の図書館委員会の委員は理事会が選出する。
巡察官は、大学の総長と他の1人、通常は司法のメンバーで構成され、その任命には評議員の承認が必要である。理事会の決定、または学部、評議会、理事会を通じて上訴され、まだ争われている理事会の決定またはカレッジ内の手続きに異議を唱えた場合の最終的な上訴である。したがって、巡察官は理事会の決定を覆すことができる。 大学総長は2人の巡察官のうちの1人であり、両方の巡察官の意見の相違について全体的な権限を持っている。

### 現在の役員
メアリー・マッカリースが現在の大学総長であり、ジョスリン・ベル・バーネルを含む6人の代役がいる。総長と副総長は評議会によって選出される。エリザベス1世の勅許は、初代総長の後継者がフェローによって選出されることを明記してあったが、カレッジ理事会が設立され、権力は渡された。評議会の編入の一環としてのヴィクトリアの特許状は、評議会に選挙権を譲渡した。実際の選挙手続きは大学の法令に定められている。現在では、総長または副総長の欠員が発生した場合、候補者を指名するよう招待された評議会のすべての議員に郵送で通知される。論争の場合、評議会の特別招集会議で教育評議員の秘密投票が行われる。

### 評議会の構成
以下は評議会（Senate）の議員だが、いずれの場合も大学の博士または修士であることが条件である。
1. 大学の常駐博士または修士、すなわちカレッジ職員ではないが大学のカレッジを持っているか、人文または職業学校の講義に出席している博士または修士
2. 大学の奨学資金を保持している博士と修士、または1935年以降に大きな金メダルを受賞した試験官、またはクラスの2つの優等試験（Moderatorships）で第三級優等学位（Third Class Honour）より高く、費用を支払うことなく評議会の学籍担当事務官に登録を申請した者
3. 大学の元フェロー
4. シャナズ・エアランでの大学の代表者および元代表者
5. 在職中のカレッジまたは大学の教員
6. 評議会の議員として評議会の登録機関に申請し、費用を支払った（1966年に5ポンド、2012年に65ユーロ）大学の博士または修士

これらの規則により、修士号または博士号のすべての保持者が大学評議会の議員になる資格を得るが、実際には、主に大学の教員が促進される。そのため、ダブリン大学の評議会が正式に、またはケンブリッジ大学の評議会の構成に似ている可能性があるが、実際にはケンブリッジ大学の理事会に相当するリージェント・ハウス（Regent House）と同様の構成になっている。

## 学位

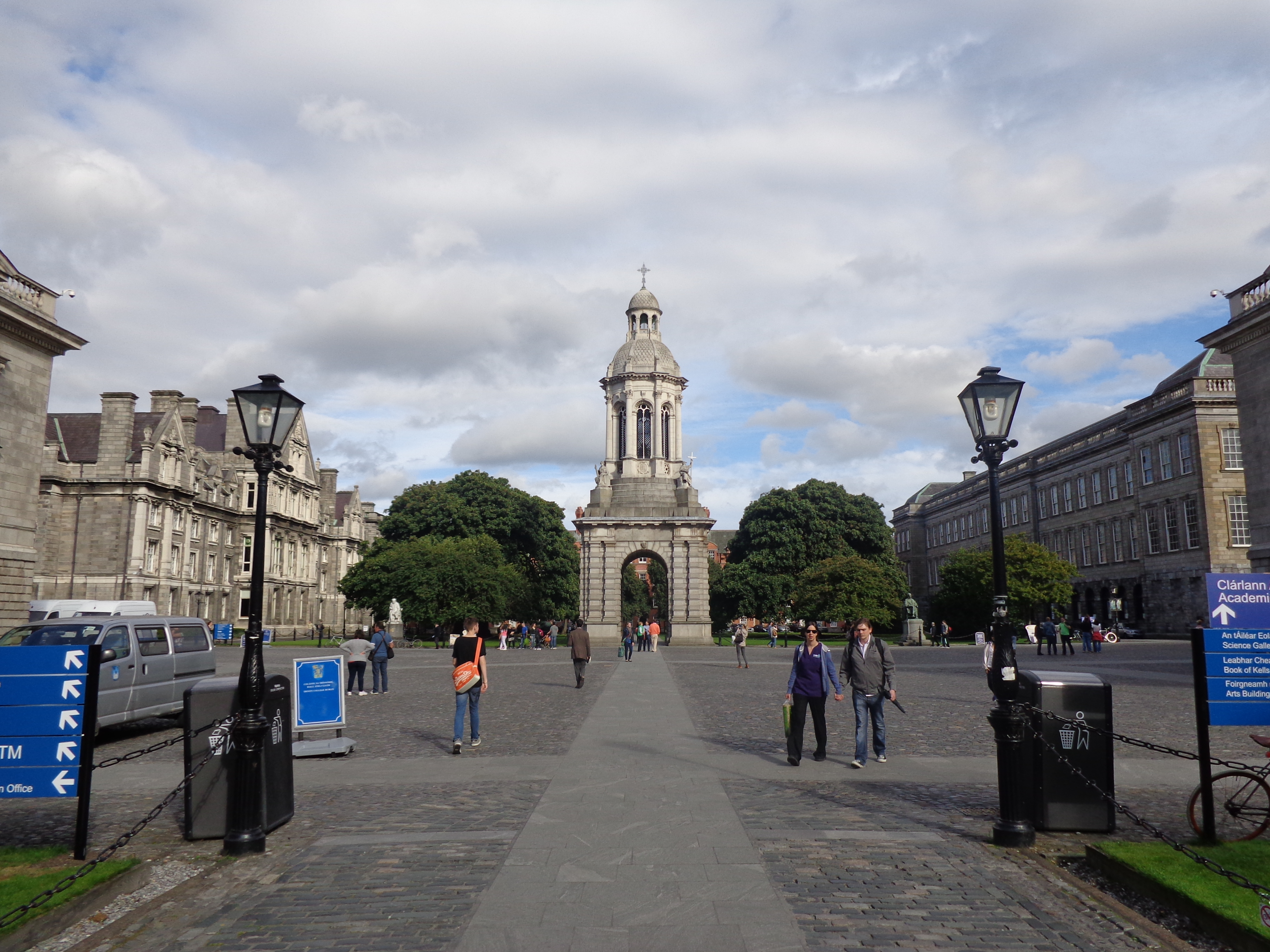
トリニティ・カレッジのパーラメント広場と鐘楼

リベラル学位を取得した卒業生、つまり人文科学や科学などの非専門職は、トリニティ・カレッジで4年を修了した後、ダブリン大学から教養学士号（Bachelor of Arts, B.A.）を取得するが、3年間の場合、普通教養学士号（Ordinary Bachelor of Arts, Ordinary B.A.）を取得することもできる。最低3年以上の学士は、修士課程に進むことができる。医学や工学などの専門学部の卒業生は、過去の大学院の専門学位を取得しているため、普通B.A.が最初に授与され、次に関連する専門学位が授与される。通常は同時にすべての学位が授与されるが、場合によっては、医学または工学の3年間の勉学の後に、普通B.A.を取得することが可能である。
学位に基づいて授与される修士号（MA）とは別に、ダブリン大学はオックスフォードおよびケンブリッジ修士号保有者に「アド・エウンデム学位（ad eundem）」が授与される。アド・エウンデム学位とは、ダブリン大学の修士号取得者がオックスフォード大学またはケンブリッジ大学の修士号をそれぞれ申請することができる制度である。現在、この学位が授与されるのは特別な場合に限られ、通常は申請者が「アルマ・マータ（Alma mater、母校）」から離れた教員の一員であり、大学のガバナンスに参加するために修士号を必要とする場合に限られる。
教員の学位がダブリン大学ではなく、修士課程の「アド・エウンデム学位（ad eundem）」の資格がない場合は、「ユウレ・オッフィーキ（jure officii）」が授与されることがあるが、詳細な規則がある。授与は、理事会によって提案され、評議会が経営会議で合意した法令で構成され、修士号の資格は勤続年数に基づいている。
女性がオックスフォード大学とケンブリッジ大学から学位を授与されることできなかったため、「アド・エウンデム学位」を使用し、ダブリン大学から関連学位を取得することができた。このためにダブリンまで渡航しなければならなかったが、大学と他の連絡がなく、「蒸気船の女性（Steamboat Ladies）」として知られていた。1975年からダブリン大学の学位がダブリン技術学院（現在のダブリン工科大学）のカレッジの卒業生に授与され、1998年にダブリン技術学院が独自に学位を授与できるようになるまで続いた。これは、ダブリン大学がトリニティ・カレッジ以外の機関の者に授与された学位の例である。

### 入学試験

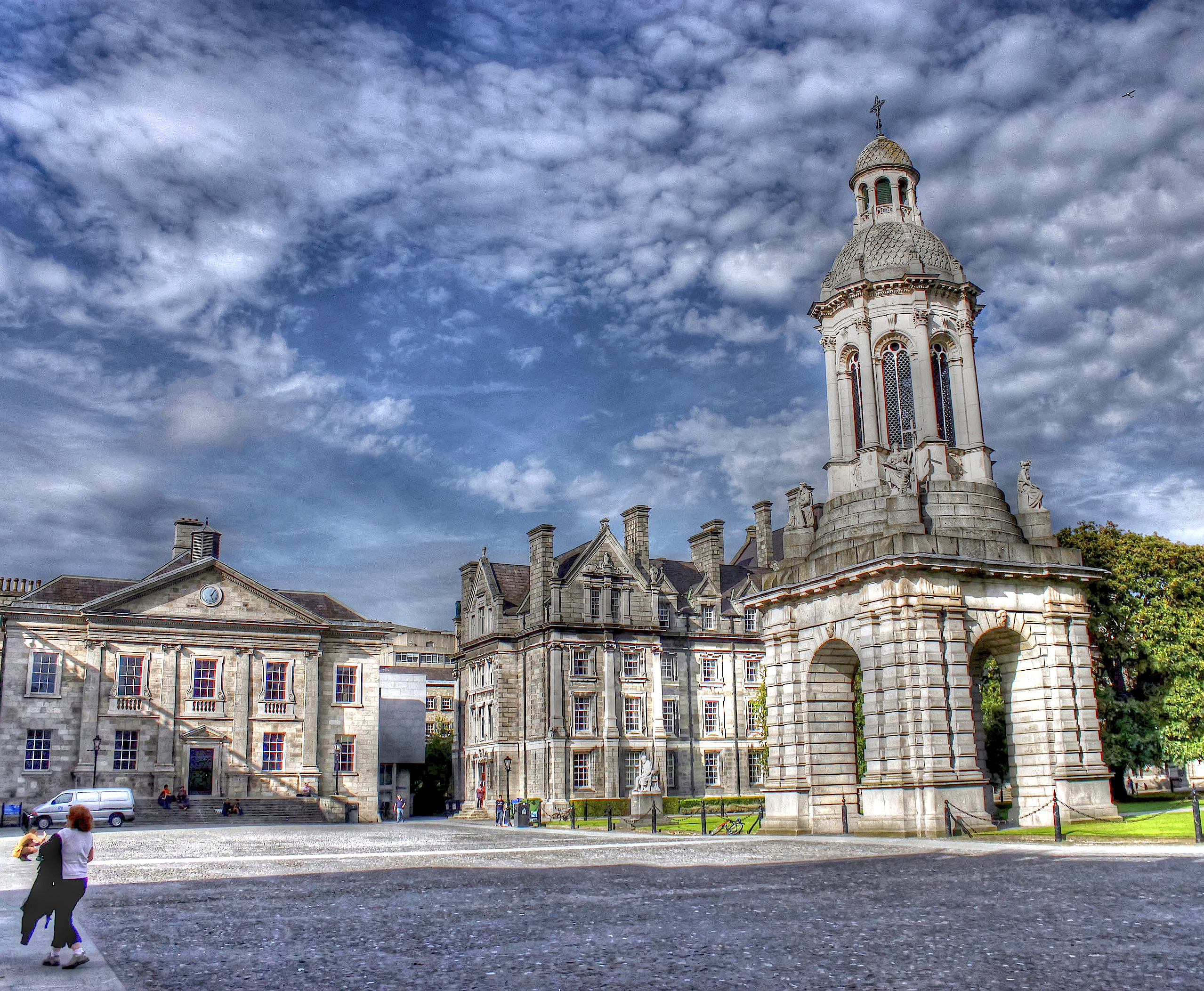
トリニティ・カレッジの鐘楼

中央出願局（CAO）は、ダブリン大学に代わり、アイルランド、イギリス、欧州連合および欧州自由貿易連合の学士課程の出願を担当している。ただし、 ダブリン大学の唯一のカレッジであるトリニティ・カレッジの管轄外には入学事務局（AO）が存在しないため、トリニティ・カレッジに出願する必要がある。学士課程への入学の決定は、CAOが合格受験者に通知を出すようトリニティ・カレッジが指示している。大学への入学は専ら学力に基づいている。
大学には最低限の入学要件があり、英語またはアイルランド語の合格最低点と数学の合格最低点が必要である。また、ヨーロッパ大陸の外国語（フランス語、ドイツ語、スペイン語、イタリア語）での合格最低点が必要な場合もあり、数学の高レベル試験で40％を超えると総合点数に25点加算される。
また、個々の学部・コースにはさらに入学要件がある。例えば、理系の学部は通常1つ以上の科学系科目で特定の点数以上が必要となる。アイルランドの国家高校卒業統一試験のリービング・サーティフィケートの科目試験には高レベル（Higher Level）、普通レベル（Ordinary Level）があり、入学条件にレベルを指定する場合もある。また、試験の総合点数で学部・コースに必要な総合点数を達成する必要もある。例えば、2019年の法学部は、合格最低総合点数は532点であり、物理学部理論物理学科では、最低総合点数554点が必要な上、数学（高レベル）と物理（高レベル）の最低得点が70％以上が必要である。総合点数は、通常リービング・サーティフィケートでは625点満点であるが、医学部など一部の学部・コースは別の試験を受ける必要があり、必要最低点数が625点を超えることもある。
受験者は、リービング・サーティフィケートの結果に基づくが、さらに4月に大学で行われる入学試験を受験することもできる。入学試験では、各科目がリービング・サーティフィケートと同等と見なされる。一部の学部には、医学の健康専門職入試（HPAT）や音楽や演劇の入学試験など、追加の試験がある。合否は、CAOによって毎年8月中旬に発表される。アイルランドのリービング・サーティフィケートのみならず、イギリスの一般教育修了上級レベル、フランスのバカロレアなどの欧州連合および欧州自由貿易連合の試験や国際バカロレアなどでも出願はできる。
2016年のCAOでの出願者数は18,469人であり、新規入学者数は3,220人である。
欧州連合の国民または居住者ではない出願者には、異なる出願手順が適用される。障害のある、または23歳以上の出願者は、CAOとは別のトリニティ・アクセス・プログラムを通じて入学することもできる。
日本を含む欧州外の場合、国際バカロレア、一般教育修了上級レベル、大学進学適性試験のいずれかの受験者で最低入学条件を満たすならば、直接入学できる。ただし、入学を保証するものではなく、優れた試験結果を保有している受験者を順に定員を埋める。
以上の試験を受験していない者は、1年間のファンデーション・プログラムを設けている。これには、論文、討論、質疑応答、学習姿勢などの方法が含まれており、トリニティ・カレッジへの入学の準備がなされる。ファウンデーション・プログラムに入学するには、IELTS、TOEFL、Duolingo English Test（DET）のいずれかで一定の点数を超えた英語力の証明を提示する必要がある。また、志望コースにより必要条件も変化する。英語力に加え、高等学校の認定平均が5段階中4が必要である。
ダブリン大学大学院への入学は、トリニティ・カレッジが直接担当する。

## 議会代表
1613年にジェームズ1世がアイルランド下院に2人の国会議員（MP）を選出する権利を与えて以来、大学はアイルランドを代表する存在となっている。
1801年に施行された合同法によってアイルランド王国とイギリスが統合されると、大学は1832年まで1名の国会議員をウェストミンスターの庶民院に派遣した。1922年にアイルランド自由国が成立するまでは、2名の議員を選出し続けた。1920年アイルランド統治法は、南アイルランドの下院の設置を規定し、大学は4名の下院議員を選出することになった。ウェストミンスターのように、大学の代表者が下院議員であって貴族ではなかったため、ダブリン大学の議席は、シャナズ・エアランではなく、ドイル・エアランにあった。26の県のシン・フェイン党候補者が反対票なしで返され、132議席のうち128議席を獲得したため、1921年の下院の開会式に出席した唯一の議員だった。シン・フェイン党は、アイルランド国民によって決定された独自の議会を、アイルランド政府法に基づくイギリスの立法規則の継続とは異なるものとして認めた。1923年から1936年まで、大学は3名の国会議員（TD）を選出し、ドイル・エアランに参加した。1937年のアイルランド新憲法制定以降は、大学は3名の上院議員を選出し、シャナズ・エアランの議席を得ている。